# Elena Russo (cestista)
Elena Russo (Lecce, 13 dicembre 1988) è un'ex cestista italiana, playmaker di 178 cm.

## Carriera
In Serie A1 ha vestito le maglie della Taranto Cras Basket e della Pallacanestro Ribera.
Nella stagione 2009-10 gioca nella Nipar Athena, nel campionato di Serie B nazionale, per poi trasferirsi, la stagione successiva, al Santa Marinella Basket. A Santa Marinella raggiunge una finale di Coppa Italia di Serie B, persa contro Reyer Venezia Mestre Femminile.
Dopo cinque anni a Santa Marinella si trasferisce nel 2016 al San Raffaele nel campionato di Serie B.

## Statistiche
Dati aggiornati al 31 maggio 2009.
| Stagione        | Squadra                 | Competizione    | Partite | Partite | Partite | Statistiche tiro | Statistiche tiro | Statistiche tiro | Altre statistiche | Altre statistiche | Altre statistiche | Altre statistiche | Altre statistiche |
| Stagione        | Squadra                 | Competizione    | Pres.   | Titol.  | Minuti  | Tiri da 2        | Tiri da 3        | Liberi           | Rimb.             | Assist            | Rubate            | Stopp.            | Punti             |
| --------------- | ----------------------- | --------------- | ------- | ------- | ------- | ---------------- | ---------------- | ---------------- | ----------------- | ----------------- | ----------------- | ----------------- | ----------------- |
| 2003-2004       | Levoni Taranto          | Serie A1        | 3       |         | 19      | 2/3              | 0/1              | 2/2              | 0                 | 0                 | 0                 | 0                 | 6                 |
| 2004-2005       | Pasta Ambra Taranto     | Serie A1        | 7       |         | 22      | 1/3              | 0/1              | 1/6              | 1                 | 0                 | 1                 | 0                 | 3                 |
| 2005-2006       | New Wash Montigarda     | Serie A2        | 14      | 0       | 162     | 11/29            | 2/11             | 3/5              | 14                | 2                 | 10                | 0                 | 31                |
| gen. 06         | Carpedil Battipaglia    | Serie A2        | 21      | 3       | 410     | 27/88            | 9/43             | 31/44            | 26                | 9                 | 24                | 1                 | 155               |
| 2006-2007       | Levoni Taranto          | Serie A1        | 15      | 0       | 108     | 5/17             | 3/8              | 4/8              | 8                 | 7                 | 6                 | 2                 | 23                |
| 2007-2008       | Lila Palestrina         | Serie A2        | 14      | 11      | 343     | 18/61            | 6/18             | 20/29            | 37                | 10                | 23                | 1                 | 77                |
| gen. 08         | Tiemme P. S. Elpidio    | Serie A2        | 16      | 7       | 372     | 21/67            | 13/30            | 22/29            | 43                | 17                | 36                | 1                 | 114               |
| 2008-2009       | Cras Basket Taranto     | Serie A1        | 1       | 0       | 2       | 0                | 0                | 0                | 0                 | 0                 | 0                 | 0                 | 0                 |
| 2008-2009       | Banco di Sicilia Ribera | Serie A1        | 14      | 0       | 136     | 2/11             | 3/8              | 4/8              | 13                | 6                 | 4                 | 0                 | 17                |
| Totale carriera | Totale carriera         | Totale carriera | 105     | 21      | 1574    | 87/279           | 36/120           | 87/131           | 142               | 51                | 104               | 5                 | 426               |